# Krzysztof Bujar
Krzysztof Bujar (14. listopadu 1961 Katovice – 18. září 2023) byl polský hokejový útočník.

## Hokejová kariéra
Hrál v letech 1980–1994 za Naprzód Janów, nastoupil za 12 sezón ve 426 utkáních a dal 142 gólů. Polsko reprezentoval na olympijských hrách v roce 1992 a na 3 turnajích Mistrovství světa v ledním hokeji 1989, 1991 a 1992.